# Parti modéré (Espagne)
 (novembre 2022).
Si vous disposez d'ouvrages ou d'articles de référence ou si vous connaissez des sites web de qualité traitant du thème abordé ici, merci de compléter l'article en donnant les références utiles à sa vérifiabilité et en les liant à la section « Notes et références ».
Pour les articles homonymes, voir Parti modéré.
Ne doit pas être confondu avec Moderados.
Le parti modéré (Partido Moderado) est un ancien parti politique espagnol. Fondé en 1834 sous un gouvernement de Francisco Martínez de la Rosa, il s'agissait de la principale organisation politique libérale du règne d'Isabelle II.
Il s'agit pour l'essentiel de la constitution en parti de l'ancien groupe dits des moderados du Triennat libéral. 
Selon l’historien Raymond Carr, les modérés étaient les « oligarques du libéralisme ». Il eut durant son existence le soutien de l'Armée, des fonctionnaires de carrière, de la bourgeoisie, des propriétaires terriens et d'une partie des classes moyennes comme les commerçants.
Une fois le carlisme vaincu, ses membres les plus modérés rejoignirent le parti.
Après la révolution de 1868 et l'approbation de la constitution de 1869 il n'obtint aucune représentation parlementaire et perdit tout influence.
Lorsque la monarchie fut restaurée en 1874 il s'allia avec l'Union libérale pour former le parti libéral-conservateur, sous la direction de Cánovas del Castillo.